# Lars Stinshoff
Lars Stinshoff ist ein ehemaliger deutscher Basketballspieler.

## Laufbahn
Stinshoff spielte von 1983 bis 1988 für Bayer Leverkusen in der Basketball-Bundesliga sowie im Europapokal. Er kam in dieser Zeit auf 134 Bundesliga-Einsätze (9,9 Punkte/Spiele), wurde 1985 und 1986 deutscher Meister sowie 1986 und 1987 deutscher Pokalsieger. Ab 1989 und bis 1991 stand er in Diensten des DTV Charlottenburg beziehungsweise die Nachfolgemannschaft Alba Berlin. Während seiner Laufbahn erzielte er in der Bundesliga eine Gesamtanzahl von 2544 Punkte.
In den Jahren 1985 und 1986 absolvierte er insgesamt fünf A-Länderspiele für die bundesdeutsche Nationalmannschaft.